# Vochysia mapuerae
Vochysia mapuerae är en tvåhjärtbladig växtart som beskrevs av Huber och Adolpho Ducke. Vochysia mapuerae ingår i släktet Vochysia och familjen Vochysiaceae. Inga underarter finns listade i Catalogue of Life.